# Fritz Brusewitz
Fredrik (Fritz) Nicolaus Brusewitz, född den 12 augusti 1856 i Limmared, Älvsborgs län, död den 6 augusti 1939, var en svensk bergsingenjör och godsägare. Han var son till Fredrik Brusewitz. 
Brusewitz utexaminerades från Bergshögskolan 1880. Han blev därefter anställd vid Limmareds glasbruk, delägare där 1900 och prokurist 1910. Han blev ledamot av förvaltningsutskottet i länets hushållningssällskap 1919 och vice ordförande 1921. Brusewitz understödde kraftigt de ideella och kulturella strävandena i sin hemort. Han var varmt intresserad av fornminnesvården. År 1906 blev han ledamot av styrelsen för De sju häradenas kulturhistoriska förening och 1929 dess vice ordförande. Han innehade sedan 1928 Vitterhetsakademiens belöningsmedalj i guld. Brusewitz hopbragte på sin egendom Ladugården en av de största enskilda fornsakssamlingarna i Sverige och tog initiativ till ett bygdemuseum i Ulricehamn, vilket han ledde som intendent. Han var en av Sjuhäradsbygdens i affärs- och föreningsliv mest anlitade män. Ledamot av Lantbruksakademien blev han 1924 och hedersledamot i Svenska mosskulturföreningen 1937. Brusewitz testamenterade sina samlingar till De sju häradenas kulturhistoriska förening och en fond på omkring en halv miljon kronor till Älvsborgs läns södra hushållningssällskap. 